# لعبة لغوية (فلسفة)
لعبة لغوية هي مفهوم فلسفي طوره لودفيغ فيتغنشتاين، في إشارة إلى أمثلة بسيطة لاستخدام اللغة والأفعال التي يتم نسج اللغة فيها. جادل فيتغنشتاين بأن الكلمة أو حتى الجملة ليس لها معنى إلا نتيجة لـ"قاعدة" "اللعبة" التي يتم لعبها. اعتمادا على السياق، على سبيل المثال، نطق "الماء!" يمكن أن يكون أمرًا أو إجابة على سؤال أو أي شكل آخر من أشكال الاتصال.